# Модестас Паулаускас
Модестас Паулаускас (19 березня 1945) — радянський баскетболіст.
Олімпійський чемпіон 1972 року, бронзовий призер 1968 року.
Переможець літньої Універсіади 1970 року, бронзовий призер 1965 року.
Чемпіон Європи 1965, 1967, 1969, 1971 років, бронзовий призер 1973 року.
Чемпіон світу 1967, 1974 років.
Бронзовий призер Чемпіонату світу 1970 року.
Переможець юнацького чемпіонату Європи (U-18) 1964 року.